# 中国中央电视台综合频道 (港澳版)
中國中央電視台綜合頻道（頻道呼號： 綜合）是中國中央電視台擁有的一條以普通話廣播為主的綜合節目頻道，為中國中央電視台發展最早、影響力最大的頻道。
2011年3月1日，中国中央电视台综合频道开办面向香港地区播放的版本，节目编排与國內版不同。起初该版本在央视的称呼是“CCTV-1 香港版”，但从2017年5月29日起（央视综合频道港澳版转由港台电视33转播开始），澳门地区播放的央视综合频道改和香港地区同步，故又称“CCTV-1 港澳版”，但节目和广告的安排依然需要按照香港通讯事务管理局的相关法规要求进行编排。
2015年2月26日，CCTV-1 港澳频道开辟“粤语剧场”时段，在《晚间新闻》后播出。但因为央视所拥有存档的粤语配音国产电视剧已经于2018年下半年完全播毕，故《粤语剧场》时段现已停播，改为播放普通话原声大陆电视剧或者纪录片。

## 播送模式
2011年3月1日，亞洲電視開始通過香港數碼地面電視廣播15頻道全天轉播該頻道。
2015年4月1日傍晚，香港商務及經濟發展局局長蘇錦樑宣佈行政長官會同行政會議決定亞洲電視的現有免費電視牌照不獲續期，意味由亚视转播的央视综合频道港澳版本將會在香港地面數碼電視停播。
2015年12月8日，央视综合频道港澳版本在付費的now TV541频道启播，以高清16:9格式传送。now TV转播的央视综合频道包含在基本套餐中，用户无需另外付费即可观看。2016年4月1日23:59:57，因亚洲电视结束香港本地免费电视广播，央视综合频道港澳版本在香港地面數碼電視因而暫時停播，停播前的最后一个节目是《动物世界》（仅播出了十分钟）。但香港观众仍可以通過now TV541频道收看央视综合频道。
2017年5月23日，香港電台决定，从同年5月29日早上6時起，使用港台电视33、33A频道转播中国中央电视台综合频道（CCTV-1）。港台表示，根据《香港电台约章》规定港台需转播国家电视台节目，港台因此考虑使用33频道转播CCTV-1或CCTV-9英文版；但由于当时亚洲电视正使用15频道转播CCTV-1，故港台选择转播CCTV-9英文版（即后来的CGTN Documentary）的节目。鉴于亚视停播，上述重叠播放的情况已不存在，且多数香港本地观众倾向于收看中文节目，港台遂做出这一决定。
2019年6月1日，央视综合频道港澳版本在付費的香港有线电视341频道启播，以高清16:9格式传送，成為第6條中央電視台旗下頻道登陸香港有线电视，在香港播放全部集齊（1、4、11、13、CGTN、CGTN紀錄頻道），但因交2023年6月1日交還收費電視牌而全數停播。
2024年5月1日，央视综合频道港澳版本在myTV SUPER606频道启播，以高清16:9格式传送。

## 香港播放情况

### 亚视时期
在部分节目开始前、节目结束后廣告時段中，節目的商業廣告會用公益宣傳片或呼號片段遮蓋，以符合香港電視廣告的規定。在開始轉播初期，因為《新聞聯播》前的報時提示（含酒精產品的贊助）並不能完整遮蓋，當時的香港廣播事務管理局（影視處處長）曾裁定是輕微違規。問題後來被央視微調報時提示的播放時間逐步解決，《新聞聯播》前均是節目宣傳片而不播報時。之後有一次《第一動畫樂園》節目出現植入廣告，通訊局再次裁定輕微違規並勸喻，之後央視也會在節目中調整節目廣告顯示，或由亞視自行覆盖。
當同時段播放只擁有中國大陸版權的節目，如一些外購電視劇（包括泰劇、韓劇、TVB港劇等）、電影、紀錄片（包括央視自有版權節目如《舌尖上的中國》）和所有國際體育賽事時、廣告冠名不符合香港法律規定（如《啟航2013央視跨年晚會》，冠名贊助商為某酒廠）以及節目有大量植入廣告（如《2014央視元宵晚會》）的節目時，香港版亦會播放其他重播節目。任何广告和节目编排均为央视自己调动。
部分未获得香港播映权及只拥有中国大陆版权的节目（如体育赛事、外购电视剧等）也不会安排在港澳版同步播出，改播其他节目。当然自从央视综合频道港澳版开播后，为确保香港地区安然无恙收看中国中央电视台春节联欢晚会并切合香港电视广播规定需求，从2012年起的央视春节联欢晚会彻底取消了“我最喜爱的春节联欢晚会节目”评选活动和春晚中间植入春节祝福赞助广告，参见有关春节联欢晚会的争议。
在央视综合频道港澳版开播初期，一直未能播出《联播天气预报》，直到2013年中国气象局另外制作了无广告版本的天气预报节目后，方解决该问题。目前港澳版除播出央视部分主要大型活动外，在2012年以后，央视一套的大部分季播综艺节目不會在港澳版本播出，原因是涉及過度植入式廣告、引进版权节目和非央视自制节目（外包节目，如《出彩中国人》版权归灿星制作公司）。有的涉及违规但非版权方面的节目的则会安排延后重播（如《挑战不可能》、《中国诗词大会》、《中秋晚会》、《等着我》、《故事里的中国》），即并非与國內版同步首播。
2012年7月28日到2012年8月13日伦敦奥运会期间，因应央视综合频道國內版、央视新闻频道新闻节目涉及超长奥运赛事转播片段，故央视综合频道港澳版本凌晨部分时段、早间时段，其他新闻节目时段改与CCTV-4并机播出《中国新闻》，其他节目时段则另外安排电视剧及过时节目播出。

### 港台电视时期
由于香港電台为公营广播机构，并无商业广告，故香港電台转播的央视综合频道所有广告时段以央视自制公益广告（如“大美中国”宣传片、“手创中国”宣传片、“国家品牌计划”宣传片）及中共中央宣传部、中国广电总局制作的公益广告或者有关中国梦的中共政治宣传歌曲或爱国歌曲的MV取代（包括《新闻联播》前的报时广告、《朝闻天下》、《新闻30分》、《晚间新闻》的广告时段）。其实曾在亚视播出时，早期曾大量播放和大陆同步的广告，但后期广告时段变得鲜有商业宣传，基本上如同现在那样大多播放公益广告（根据香港通讯管理局要求，若免费电视转播的外来频道需要带着转播商业广告，亦要保证该转播机构的电视台有对应广告收入，且在符合广播电视条例情况下），只不过那时候CCTV-1港澳版并机央视新闻节目时，节目的贴片商业广告还会带着一起播出，且一些综艺晚会节目还会带着赞助商广告一起播出（但在黄金时段禁忌卖酒的时候，以及涉及过渡植入广告、仅限中国境内播放权的时候，亦会改播其他节目，但在2019年9月30日晚，由于新闻联播节目超时再加上央视临时决定并机新闻频道有关庆祝中华人民共和国成立70周年特别报道而同步播放中国国内播出的商业广告以及带有广告版本的联播天气预报，但是港台电视并未屏蔽商业广告）。
自2017年开始，春节联欢晚会恢复植入广告，但因为此节目在央视以及全球华人心目中地位特殊，港澳版必须于除夕晚上八点整开始完整与国内版同步转播到晚会结束，并且在春节期间多次重播，惟春晚直播开始之前的商业广告被纪录片航拍中国及央视1套ID所取代。所以虽然现时央视综合频道是由不能播放商业广告的香港电台转播，也必须在除夕和春节期间完整直播和重播带有植入广告的央视春晚。所以使央视春晚成为香港电台这个公营媒体所有自制和转播节目当中唯一一个带有大量植入性商业广告的节目。实际上通管局针对广告的规定仅限于商营电视牌照方，公营机构並不受影响。
转为公营机构播出开始，部分节目播出时间也有所不同（如《焦点访谈》会与國內版晚间八点档的节目对调）；不过在个别节目当中（如《今日说法》）节目片带末尾当中的“播出时间”却只标注国内版的。而在特殊时期，如2018年3月1日因当晚要播出《2017年度感动中国人物颁奖典礼》，但港澳版不得提前播出，且当天晚上《新闻联播》延长至40分钟，故当天19:40-20:04同时段垫播纪录片，亦导致当天晚上港澳版未能播出《焦点访谈》。
当遇到香港重要天气灾害影响时，港台亦会在“RTHK33”左侧显示当前香港天文台生效的天气警告信号。

### 电视剧时段
于《晚间新闻》后曾开辟的《粵語劇場》时段，播出的劇集會配上粵語，只作粵語播放。電視劇播放分帶狀和塊狀兩個時段，都只於该版本播放。帶狀時段安排於每晚《晚間新聞》後，播兩集電視劇，如遇《黃金檔劇場》加播，則視加播集數在之後播出一集或無播出；塊狀時段則不定期機動安排於每日的20:00檔播出，如當時國內版本時段播出《黃金檔劇場》或央視有香港播放權的節目時，則本節目暫停播出一次，如當時國內版要播出無香港播映權的節目時，則港澳版改重播其他节目。2018年下半年以后，因央视所存档之粤语配音的大陆电视剧存档已经完全播出完毕，粤语剧场停播，现时晚间新闻后所播放的大陆电视剧均为普通话原声播出。所以如今本台为香港免费模拟及数码电视广播中唯一一个没有粤语或者英语节目，完全以纯普通话播出的在本地发射的频道。一些央视音乐频道、央视中文国际频道、央视综艺频道及央视少儿频道的大型活动晚会及特别节目有时亦会在本频道的港澳版重播，通常集中在下午或晚间时段。
由於版權的原因，港澳版本有時在“下午剧场”或“凌晨剧场”时段會播放與中国國內版本的不同的電視劇（多为内地版播放外购剧的情况下）。但也有特例，如因应《廉政行动》系列电视剧（如《廉政行动2016》、《廉政行动2019》）是香港廉政公署（ICAC）制作的，版权本身隶属香港全境，故两版本照常同步播出。

## 澳门播放情况
曾经，澳门通过澳门有线电视亦可收看中国中央电视台综合频道的节目，与國內版本同步。而且自北京奥运会开始，澳门地区的奥运会版权一直是央视所有，而直至2019年年底CCTV-5落地澳门前，央视用来转播奥运会的频道除CCTV-1外无一在澳门落地播出，故央视授权澳广视澳视体育台在奥运会期间转播CCTV-5，并会自行配上粤语解说，而澳视体育台转播国外电视台体育频道的赛事（如FOX Sports）亦是如此。
实际上，澳门电信管理局并不像香港通讯事务管理局那样针对商业广告和版权节目进行嚴格限制。澳门有线电视、公共天线和地波接收的香港免费电视台（如翡翠台、明珠台）照样可以看到转播的赛事，实际上澳广视的频道在澳门境内收视特别低。
2016年12月20日澳门回归18周年之际，因应中国国务院和澳门政府需求，中国中央电视台与澳广视达成战略合作，央视综合频道开始通过澳门数码地面电视广播在澳门落地，频道号码71。
在澳广视转播的版本中，与澳广视转播的其他央视频道相同，澳广视台标会加挂于央视综合频道台标右侧，在转播初期还是和内地版本同步。但由于澳门公天基本电视频道已存在接收UHF 27频道的模拟制式的港台电视33A信号，为避免港台电视33、33A后期改转播的CCTV-1后对于澳门境内而言其播放版本有所冲突，容易造成澳门地区收看到两个CCTV-1且两个不同编排的版本，故自2017年5月29日起（央视综合频道港澳版转由香港公营机构转播开始），澳門播放的央视综合频道改和香港地区同步，節目廣告與港台電視33、33A、now TV541頻道和myTV SUPER606頻道一致，為標清信號（2023年6月起改為高清信號）。

## 外部連結
- 香港有线电视对央视综合频道的介绍（页面存档备份，存于）（繁體中文）
- 香港now TV对央视综合频道的介绍（页面存档备份，存于）（繁體中文）
- 香港电台对央视综合频道的介绍（页面存档备份，存于）（繁體中文）
- 央視一套的新浪微博（简体中文）
- 中國中央電視台綜合頻道節目表（原版）（页面存档备份，存于）（简体中文）